# Nitiobrogen
Die Nitiobrogen oder Nitiobrigen (lateinisch Nitiobroges; altgriechisch Νιτιόβριγες; Nitióbriges) waren ein keltischer Stamm, der seine Wohnsitze in der Region um Aginnum (Agen), dem Agenais im westlichen Südfrankreich, hatte. Der Name bezeichnet die Nitiobrogen als ein Volk, das „in seinem eigenen Gebiet“  wohnt (im Gegensatz zu den Allobrogen, den Leuten die „in fremden Gebieten“ wohnen, siehe auch kymrisch allfro, „Fremder“). Im Unterschied zu vielen anderen gallischen Stämmen, wo nach Caesar Könige durch die Adelsherrschaft der Vergobreten („Rechtswirker“) abgelöst worden waren, hatten die Nitiobrogen die traditionelle Königswürde beibehalten.
Auf dem Kriegszug gegen die Römer zog der tigurinische Stammesherzog Divico mit einem Heer aus germanischen und gallischen Truppen durch das Land der Nitiobrogen. In der Schlacht bei Agen (107 v. Chr.) unterlagen die Römer und wurden unter das Joch geschickt.
Im Gallischen Krieg eroberte Caesar in den Jahren 58 bis 51 v. Chr. auch das Land der Nitiobrogen. Diese kämpften unter ihrem König Teutomatus 52 v. Chr. auf der Seite anderer gallischer Stämme mit Vercingetorix vor Gergovia gegen Caesar. Von den Legionären schlafend in seinem Lager überrascht, soll Teutomatus nackt auf ein Pferd gesprungen und geflohen sein.
Im Jahre 27 v. Chr. wurden ihr Gebiet der römischen Provinz Gallia Aquitania zugeordnet.